# Classe Rosales
La classe Rosales di cacciatorpediniere della Marina Argentina denominata a volte anche Almirante Brown era costituita da unità della Classe Fletcher della US Navy che l'Argentina ha acquisito dagli Stati Uniti. I cacciatorpediniere Fletcher vennero costruiti durante la seconda guerra mondiale in oltre centocinquanta

## Caratteristiche
I Fletcher avevano uno scafo con ponte di tipo continuo senza castello prodiero, con la sovrastruttura che presentava due fumaioli bassi e compatti.
L'apparato propulsivo che raggiungeva la potenza di 60.000hp e permetteva alle navi una velocità di circa 35 nodi, era costituito da due gruppi di turbine ad ingranaggi alimentate dal vapore di quattro caldaie, con ogni gruppo di caldaie che sfogava in un fumaiolo separato.
L'armamento principale era costituito da cannoni Mk 38 da 127/38 mm in cinque torrette singole, disposte come sui caccia tedeschi e americani che li precedettero due a prua e tre a poppa, una delle quali sul ponte. Questi cannoni erano armi duali, in quanto permettevano anche il tiro antiaereo e disponevano di radar di controllo del tiro, mentre L'armamento antiaereo vero e proprio disponeva di tre cannoni binati da 40mm e quattro mitragliere da 20 mm che permettevano rispetto alle mitragliere da 12,7mm un effettivo fuoco antiaereo.
I cannoni Mk 38 in torrette singole totalmente chiuse, vennero utilizzati efficacemente grazie alle spolette di prossimità radar, così come anche grazie ai radar di controllo del tiro, presenti come dotazione standard.

## Servizio
Molte unità della Classe Fletcher che ad aver partecipato al secondo conflitto mondiale presero anche parte alla guerra di Corea ed alcune anche alla guerra del Vietnam, mentre molte unità vennero cedute a partire dagli anni cinquanta a marine di nazioni amiche.
L'Armada Argentina acquistò dagli Stati Uniti cinque di queste navi in due distinti periodi: le prime tre all'inizio degli anni sessanta, le altre due agli inizi degli anni settanta e vennero dismesse tra la fine degli anni settanta e l'inizio degli anni ottanta.
Durante il servizio con la bandiera argentina le unità della classe parteciparono a svariate esercitazione multinazionali come la UNITAS.
Alla fine del 1978 le unità della classe ancora in servizio vennero inviate verso la Terra del fuoco, quando sembrava imminente una guerra con il Cile per il conflitto del Beagle per la sovranità delle isole del canale Beagle e dello spazio marittimo adiacente, che rivestono un notevole valore strategico per il passaggio tra gli oceani Atlantico e Pacifico. Lo scontro venne evitato grazie alla mediazione di Giovanni Paolo II e della Santa Sede.
La sola unità che non era stata radiata allo scoppio della Guerra delle Malvine era il cacciatorpediniere Domecq Garcia che si trovava in riserva con dotazione ridotta e venne utilizzato come stazione radar avanzata alla fonda all'imboccatura della base di Puerto Belgrano con munizioni di esercizio, rientrando alla base da quella che era stata la sua ultima navigazione il 24 giugno 1982, dieci giorni dopo la resa dell'Argentina e facendo l'ultimo ammainabandiera il 30 novembre, con il Pabellòn consegnato insieme alla spada dell'Almirante Domecq Garcia al Museo Naval de la Nación.
Tutte le unità dopo essere state dismesse vennero vendute per demolizione, ad eccezione del cacciatorpediniere Domeq Garcia usato come bersaglio durante un'esercitazione ed affondato il 16 novembre 1986 dall'azione combinata di un missile Exocet lanciato da una fregata e da siluri lanciato da un sottomarino che colpì lo scafo nell'opera viva appena sotto la linea di galleggiamento a metà nave.39°57′S 57°57′W

## Unità
Le unità argentine erano le seguenti:
ARA Almirante Brown (D-20)ex-USS Heermann (DD-532), 1961-1979
ARA Espora (D-21)ex-USS Dortch (DD-670), 1961-1977
ARA Rosales (D-22)ex-USS Stembel (DD-644), 1961-1981
ARA Almirante Domecq García (D-23)ex-USS Braine (DD-630), 1971-1982
ARA Almirante Storni (D-24)ex-USS Cowell (DD-547), 1971-1979

## Galleria d'immagini

Il cacciatorpediniere Almirante Brown durante il servizio nella US Navy
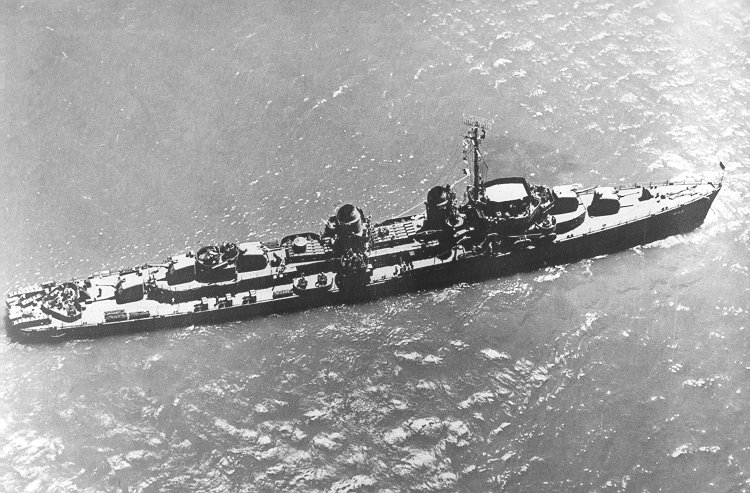
Il cacciatorpediniere USS Heermann in navigazione durante la seconda guerra mondiale
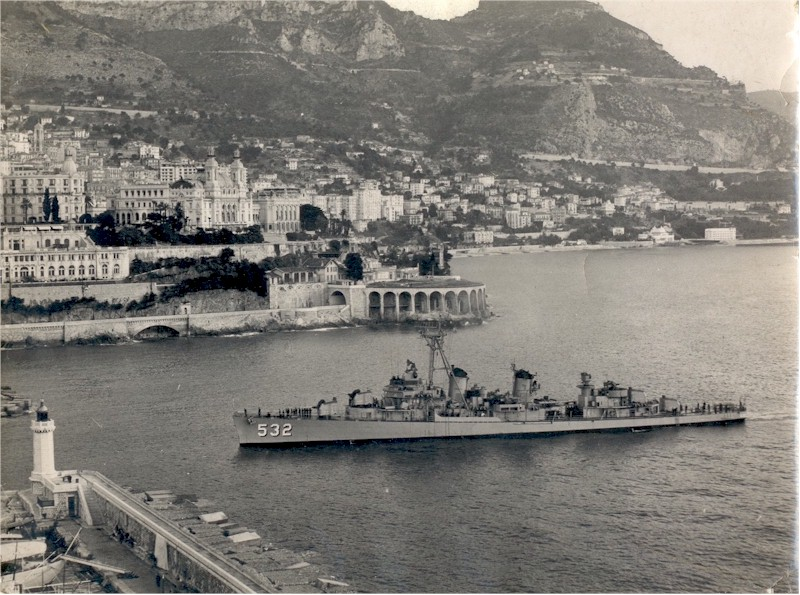
La nave a Monaco nel 1956 in occasione del matrimonio tra Ranieri e Grace Kelly